# Redęcin
Redęcin (kaszb. Redãcëno, niem. Reddent(h)in) – osada w Polsce położona w województwie pomorskim, w powiecie słupskim, w gminie Redzikowo.
W latach 1975–1998 miejscowość administracyjnie należała do województwa słupskiego.

## Nazwa
Nazwa, wzmiankowana po raz pierwszy w 1297, ma pochodzenie słowiańskie i charakter dzierżawczy. Powstała przez dodanie do nazwy osobowej Redzięta (zdrobnienie od Redosław z charakterystycznym dla Pomorza przejściem ra- w re-) formantu -in. Niemiecka nazwa Reddent(h)in jest adaptacją fonetyczną pierwotnej nazwy słowiańskiej. [d] ‹d› w miejsce oczekiwanego [d͡ʑ] ‹dzi› we współczesnej nazwie może być wynikiem adaptacji zapisu niemieckiego, bądź odzwierciedleniem zachodniopomorskich cech językowych, gdzie palatalizacja [d] nie zaszła.
Rada Języka Kaszubskiego proponuje kaszubską formę Redãcëno.